# Domonkos (missziós püspök)
I. Domonkos (954?–1002.) az elsőnek számontartott esztergomi érsek és térítő püspök, Szent Istvánnal együtt esetleg ő alapította meg az esztergomi egyházmegyét.

## Pályafutása
Születési dátuma, helye nem ismert, valószínűleg 954 körül született Itáliában. Életének többi része is bizonytalan, csak néhány adatunk van róla. 1000-ben szentelték fel Rómában, ezelőtt feltehetőleg pannonhalmi bencés volt. Ő írta alá a pannonhalmi adománylevelet. Lehetséges, hogy ő koronázta meg Istvánt, de ez nem bizonyítható. I. Istvánnal 1001-ben ő alapította meg az esztergomi főkáptalant és további 6 püspökséget. Ő lett István alkancellárja is. Érsekségét külföldi térítő papokkal szervezte meg. 1002-ben halt meg.
Ugyanakkor a pannonhalmi alapítólevél szövege több szerkesztésen ment át, a ma ismert változat a 13. században keletkezett. Mai feltételezés szerint Domonkos neve egy olyan császári oklevél adatai alapján került (utólag) az alapítólevélbe, mely nem nevezi sem magyar, sem esztergomi érseknek, így elsősége kétséges.